# Ахорн (Кобург)
Ахорн (њем. Ahorn) општина је у њемачкој савезној држави Баварска. Једно је од 17 општинских средишта округа Кобург. Према процјени из 2010. у општини је живјело 4.381 становника. Посједује регионалну шифру (AGS) 9473112.

## Географија
Ахорн се налази у савезној држави Баварска у округу Кобург. Општина се налази на надморској висини од 330 метара. Површина општине износи 19,8 km².

## Становништво
У самом мјесту је, према процјени из 2010. године, живјело 4.381 становника. Просјечна густина становништва износи 221 становника/km².

## Међународна сарадња
| Мјесто  | Држава   | Врста сарадње | Од    |
| ------- | -------- | ------------- | ----- |
| Ирднинг | Аустрија | партнерство   | 1975. |
| Извор   |          |               |       |